# Шиловский (Алтайский край)
Шиловский — посёлок при разъезде Шиловский в Калманском районе Алтайского края России. Входит в состав Шиловского сельсовета.

## История
Посёлок возник благодаря строительству в 1910-х годах железнодорожной линии Барнаул — Семипалатинск Алтайской железной дороги.

## География
Село находится в центральной части края, в лесостепной зоне, в пределах северо-восточной части Приобского плато, между железной дорогой и берегом реки Моховушка, образованной её запруде; у южной окраины — реки Большая Муховушка и Малая Калманка.
Климат
континентальный. Средняя температура января: −17,7 °C, июля: +19,6 °C. Годовое количество атмосферных осадков: 350—400 мм.

## Население
| 1997 | 1998 | 1999 | 2000 | 2001 | 2002 | 2003 | 2004 | 2005 |
| ---- | ---- | ---- | ---- | ---- | ---- | ---- | ---- | ---- |
| 69   | ↘67  | ↘65  | ↘63  | ↘62  | ↘59  | ↘54  | ↘50  | ↘48  |
| 2006 | 2007 | 2008 | 2009 | 2010 | 2011 | 2012 | 2013 |      |
| ↘44  | →44  | ↘40  | ↗42  | ↗46  | ↗48  | ↘47  | ↘45  |      |

Национальный состав
Согласно результатам переписи 2002 года, в национальной структуре населения русские составляли 97 % от 64 чел.

## Инфраструктура
Путевое хозяйство Западно-Сибирской железной дороги.
Социальные услуги жители получают в ближайшем населённом пункте — селе Шилово. В нём действует средняя общеобразовательная школа, детский сад, фельдшерско-акушерский пункт, дом культуры и др..

## Транспорт
Шиловский доступен автомобильным и железнодорожным транспортом.
По южной окраине проходит автодорога межмуниципального значения «Калманка — Жданово — Новобарнаулка» (идентификационный номер 01 ОП МЗ 01Н-1602).